# 피시스

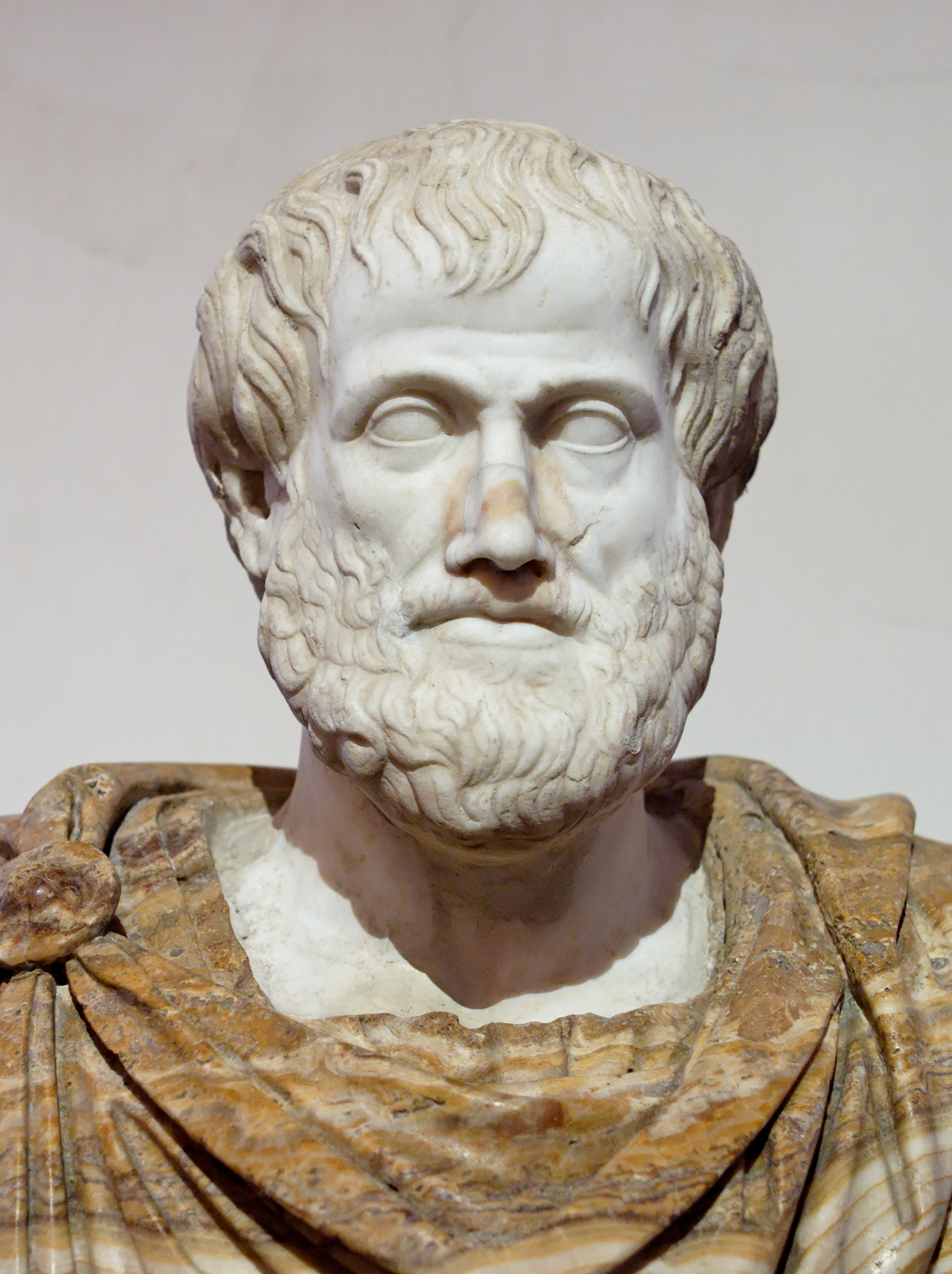

피시스(고대 그리스어: φύσις)는 일반적으로 "자연"으로 번역되는 그리스어의 신학, 철학, 과학 용어이다.

## 플라톤 법에서
"용어를 사용하는 사람들이 말을 의미하기 때문에 자연은 첫 번째 창조적인 힘이다. 하지만 만약 영혼이 불이나 공기가 아닌 태고의 원소로 밝혀지면, 영혼은 진정한 의미에서 다른 것들을 넘어 자연에서 온 존재라고 할 수 있다. 당신이 영혼이 몸보다 오래된 것을 증명한다면, 이것은 사실이 될 것이다."
- Plato's Laws, Book 10(892c) - translation by Benjamin Jowett

## 같이 보기
- 자연
- 본성
- 물리학
- 물리학의 철학
- 존재론